# HD 45350 b
HD 45350 b (Peitruss) – planeta typu gazowy olbrzym, okrążająca gwiazdę HD 45350. Jej odkrycie ogłoszono w 2005 roku.

## Nazwa
Planeta ma nazwę własną Peitruss, pochodzącą od rzeki Pétrusse (luks. Péitruss), która opływa zamek Lucilinburhuc. Nazwa została wyłoniona w konkursie zorganizowanym w 2019 roku przez Międzynarodową Unię Astronomiczną w ramach stulecia istnienia organizacji. Uczestnicy z Luksemburga mogli wybrać nazwę dla tej planety. Spośród nadesłanych propozycji zwyciężyła nazwa Peitruss dla planety i Lucilinburhuc dla gwiazdy.